# 第五号駆潜艇
第五号駆潜艇（だいごごうくせんてい）は、日本海軍の駆潜艇。普遍的には第四号型駆潜艇の2番艇とされているが、海軍省が定めた特務艇類別等級および艦艇類別等級では第一号型駆潜艇の5番艇。

## 艇歴
③計画の300トン型駆潜艇、仮称艦名第65号艦として計画。1938年1月25日、三菱重工業株式会社横浜船渠で建造番号303番船として起工。5月28日、第五号駆潜艇と命名され、特務艇/駆潜艇/第一号型の5番艇に定められる。7月28日進水。12月6日竣工し、本籍を佐世保鎮守府に定められ、佐世保防備隊附属に編入。
1940年11月15日、艦艇類別等級と特務艇類別等級の改正により、特務艇の駆潜艇から艦艇の駆潜艇となり、本籍を佐世保鎮守府に定められる。同日第4号駆潜艇、本艇、第6号駆潜艇の3隻で第二十一駆潜隊を新編し、第二艦隊第一根拠地隊に編入。1941年3月まで内地で訓練に従事（以下、1942年5月1日まで特記無き限り第二十一駆潜隊の行動）。
1941年1月15日、第二艦隊第二根拠地隊に編入。3月25日に訓練を終え中支沿岸に出撃し、交通遮断に従事。4月10日、第三艦隊第二根拠地隊に編入。6月10日、支那方面艦隊作戦指揮下に編入。7月15日から8月まで軍隊区分ふ号艦隊第一護衛隊に配され、ふ号作戦では船団護衛やカムラン湾の警戒に従事。ふ号作戦終了後、支那方面艦隊作戦指揮を解かれて第二根拠地隊指揮下に復帰。8月27日に佐世保へ帰還し訓練と警戒に従事。10月1日、第二十一駆潜隊に第16号駆潜艇、第17号駆潜艇、第18号駆潜艇の3隻が編入され6隻編制となった。11月26日、寺島水道を発し、30日馬公着。
太平洋戦争の開戦時は軍隊区分菲島部隊第二急襲隊に配され、第四水雷戦隊司令官の指揮下で行動。12月7日に馬公を出撃しビガン攻略に従事。10日、ビガン沖で警泊中に空襲を受け、本艇は戦闘機3機からの機銃掃射により14名の負傷者を出した。12日、ビガン泊地の警戒任務を解かれ高雄へ回航。18日から24日までリンガエン攻略に従事し、続けてダバオの攻略に従事。
1942年1月24日からは厳島に座乗した第二根拠地隊司令官の直接指揮下でボルネオ島南東部の攻略に従事。3月10日、第二南遣艦隊第二十二特別根拠地隊に編入。5月1日、本艇は第4号駆潜艇、第6号駆潜艇とともに第二十一駆潜隊から除かれ、第二十二特別根拠地隊附属に編入された。以後、沈没するまで第二十二特別根拠地隊附属から転出せず、マニラからボルネオ島南東部にかけての船団護衛、哨戒等に従事した。11月11日、第二十三特別根拠地隊の特設敷設艦新興丸がマカッサル海峡のセレベス海側出口北緯01度19分 東経119度40分 / 北緯1.317度 東経119.667度の地点で潜水艦による雷撃を受け、本艇は対潜制圧を行い爆雷を20個投射。これはアメリカ潜水艦「トートグ」であった。
1943年1月15日、バリクパパン東沖20カイリ南緯01度16分 東経117度07分 / 南緯1.267度 東経117.117度の地点で、17日にも同地点で、25日には南緯01度16分 東経117度06分 / 南緯1.267度 東経117.100度の地点でそれぞれ爆雷戦を行う。
1944年10月25日、M246船団（5隻）を第31号駆潜艇と護衛しマニラへ向けタラカン発。29日、パラワン島プエルト・プリンセサに寄港。ここで座礁のため出港が遅れていた海軍徴傭船第十二雲海丸と護衛の第2号哨戒艇が船団に合流。11月1日、ミンドロ島沖北緯12度57分 東経120度12分 / 北緯12.950度 東経120.200度の地点でアメリカ潜水艦レイとブラックフィンの攻撃を受け第七蓬莱丸、第十二雲海丸、カロリン丸が撃沈された。残った船艇は同日マニラに入港した。
1945年1月9日、ボルネオ島西方で被雷し損傷。スラバヤで修理を行う。終戦時はジャカルタに所在。
1946年7月11日、シンガポール島ケッペル港南方でイギリス海軍により海没処分。8月10日、帝国駆潜艇籍から除かれた。

## 駆潜艇長
艤装員長
1. 南祝 大尉：1938年9月20日 - 1938年12月6日

駆潜艇長
1. 渡邊芳郎 大尉：1940年11月15日 - 1941年9月10日
2. 山根權 大尉：1941年9月10日 - 1942年5月1日
3. 永末浅吉 予備大尉/大尉：1942年5月1日 - 1944年5月20日
4. 渡邊正好 大尉：1944年5月20日 -